# Lou Barin
Pour les articles homonymes, voir Barin.
Lou Barin, née le 26 janvier 1999 à Grenoble, est une skieuse acrobatique française.
Elle est médaillée d'argent de slopestyle aux Jeux olympiques de la jeunesse d'hiver de 2016 à Lillehammer. Elle est sacrée championne de France de slopestyle en 2017. Elle participe aux Jeux olympiques d'hiver de 2018.

## Palmarès

### Jeux olympiques
| Épreuve / Édition   |     |
| Slopestyle          |     |
| JO 2018 Pyeongchang | 19e |

### Jeux olympiques de la jeunesse
| Épreuve / Édition                  |                   |
| Slopestyle                         |                   |
| JO de la jeunesse 2016 Lillehammer | Médaille d'argent |

### Championnats de France
Slopestyle :
- Championne de France en 2017
- Vice-championne de France en 2016 et 2019

Big air :
- Championne de France en 2019
- Vice-championne de France en 2020